# Vivente rege
Vivente rege (с лат. — «При живом короле») — политический принцип, по которому следующий король избирается при жизни текущего монарха.

## В Польше и Речи Посполитой
Принцип имел большое значение в политической жизни Королевства Польского, в котором после смерти короля Владислава III Варненчика утвердился принцип избрания нового монарха после смерти предыдущего на общем собрании дворянского сословия (шляхты) в рамках так называемой свободной элекции. После заключения Люблинской унии (1569) принцип свободной элекции распространился и на образовавшуюся Речь Посполитую.
Таким образом, введение принципа vivente rege могло бы укрепить слабую королевскую власть и ввести преемственность избрания монарха в рамках одной династии, но натыкалось на упорное сопротивление шляхты, не желавшей расставаться со своими привилегиями.
Единственным польским монархом, которому удалось настоять на изменении принципа избрания был Сигизмунд I. На вальном сейме в Петркуве 18 декабря 1529 года делегатам пришлось согласиться на избрание монархом Сигизмунда Августа, сына Сигизмунда I. 20 февраля 1530 года Сигизмунд Август был коронован в Вавеле примасом Яном Ласким и формально начал править совместно с отцом. Изменение принципа избрания монарха вызвало недовольство части шляхты, в связи с чем уже при коронации Сигизмунда Августа его отец вынужден был обещать, что избрание следующего после Сигизмунда Августа короля будет происходить в рамках традиций.
Следующая попытка введения принципа vivente rege приходится на конец правления Яна II Казимира Вазы. Инициатором реформы была жена короля, Мария Луиза Гонзага, однако споры по поводу возможного преемника привели к появлению рокоша Любомирского и после успеха рокошан к официальному отказу от реформы в 1666 году.